# کونون (سردار آتنی)

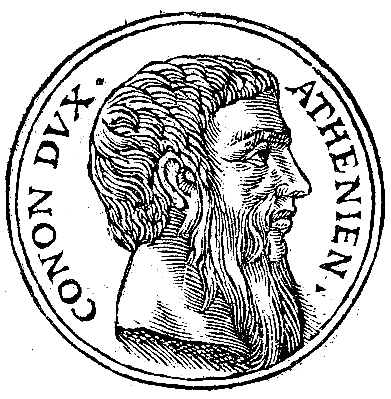
تصویر خیالی از کونون در "Promptuarii Iconum Insigniorum "

کونون (یونانی: Κόνων) (۴۴۴–۳۹۴ پیش از میلاد) یک ژنرال آتنی در پایان جنگ پلوپونز بود که نیروهای دریایی آتن را در نبرد مهم آگوس‌پوتاموس که توسط ناوگان پلوپونزی شکست خورد، رهبری کرد. بعدها او کمک قابل توجهی به احیای قدرت سیاسی و نظامی آتن کرد.

## شکست در آگوس‌پوتاموس
به دنبال فراخواندن آلکیبیادس در سال ۴۰۶ پیش از میلاد برای رهبری نیروهای آتن فرستاده شده بود و در سال ۴۰۵ پیش از میلاد ناوگان پلوپونزی تحت فرمان لیساندر را تا هلسپونت تعقیب کرد. هنگامی که به آنجا رسید، پلوپونزی‌ها یک موقعیت دفاعی قوی در لامپساکوس ایجاد کردند و چون نتوانست آنها را فریب دهد، آتنی‌ها به آگوس‌پوتاموس عقب‌نشینی کردند.
آلکیبیادس آمد تا آنها را از خطر موقعیت خود آگاه کند، زیرا آنها در ساحلی باز و بدون بندر قرار داشتند، و به آنها توصیه کرد که در حدود دو مایل دورتر از جایی که در حال بازیابی منابع بودند به سمت سستوس حرکت کنند.
در روز پنجم جنگ، لیساندر پیشاهنگانی را برای جاسوسی از آتنی‌ها فرستاد. این پیشاهنگان هنگامی که خدمه‌های آتنی برای صرف غذا از کشتی پیاده شدند، به ارتش اصلی علامت دادند؛ بنابراین، هنگامی که لیساندر حمله کرد، تقریباً کل نیروی دریایی آتن که آمادگی نداشتند غافلگیر و بدون مقاومت اسیر شد و همه افراد دستگیر شده به قتل رسیدند. عموماً اعتقاد بر این بود که نوعی خیانت در این امر دخیل بوده‌است، اما خود کونون هرگز در این خیانت، دخالت نداشته‌است. کشتی او یکی از ۹ کشتی بود که از فاجعه فرار کرد و شجاعانه به سمت لامپساکوس شتافت، جایی که اسپارت‌ها بادبان‌های ناوگان خود را جمع کرده بودند (همان‌طور که قبل از یک نبرد دریایی معمول بود) و بنابراین مانع از هرگونه وسیله مؤثر تعقیب شدند. یکی از ۹ کشتی آتنی برای فرار، Paralus، به آتن بازگشت، در حالی که کونون، با هشت کشتی دیگر، از ترس قضاوت مردم آتن به نزد اواگوراس حاکم قبرس فرار کرد.

## اتفاقات و شغل بعدی
در نتیجه این پیروزی، اسپارت، آتنیان را شکست داد و از این رو تلاش کرد تا امپراتوری خود را در دریای اژه ایجاد کند. رابطه او با شاهنشاهی هخامنشی رو به وخامت گذاشت و او شروع به یورش به ساتراپی‌های فارناباز دوم و تیسافرن در آناتولی کرد. تا سال ۳۹۷ پیش از میلاد، فارناباز، پادشاه ایران اردشیر دوم را متقاعد کرد که جنگ را از طریق دریا ادامه دهد و ناوگانی متشکل از ۳۰۰ کشتی فنیقی و قبرسی را تشکیل داد. تعداد آنها بسیار زیاد بود، اما به یک فرمانده باتجربه نیاز داشتند، و بنابراین کونون را در قبرس یافتند، کسی که از هر فرصتی برای انتقام گرفتن از پلوپونزی‌ها خوشحال بود.
ابتدا کونون با بخش کوچکی از ناوگان به سمت کاریا حرکت کرد، جایی که او برای مدتی محاصره بود، اما سپس توسط فارناباز و تیسافرن نجات یافت. او سپس به رودس رفت، جایی که الیگارشی طرفدار اسپارت جایگزین دموکراسی شده بود را تصرف کرد و توانست مواد غذایی ارسال شده از مصر را به‌دست‌آورد. در پاسخ به این امر، اسپارتی‌ها تصمیم گرفتند نیروی دریایی خود را بفرستند، اما اشتباه کردند و آن را به پیساندر که تجربه‌ای نداشت، سپردند. نبرد در کنیدوس در سال ۳۹۴ پیش از میلاد اتفاق افتاد و یک موفقیت آسان و چشمگیر برای ایرانیان بود. شهرهای دریای اژه پادگان‌های اسپارتی را بیرون کردند و حکومت پارس‌ها را پذیرفتند.
پس از این موفقیت، کانون احساس کرد که بازگشت به آتن برای او امن است. فارناباز به او اجازه داد تا بخشی از ناوگان را حفظ کند و برای استحکامات شهر پیرئاس و بازسازی دیوارهای دفاعی آتن که آن را به آتن می‌پیوندد، پول تهیه کرد. این اقدامات به این معنی بود که برخی از نتایج اصلی جنگ پلوپونز لغو شد - آتن موقعیت خود را به عنوان یک قدرت بزرگ در یونان به دست آورد، و اگرچه او هنوز امپراتوری خود را از دست داده بود، اما اسپارت از تصرف آن منع شده بود.
سال بعد اسپارتی‌ها مذاکراتی را با ایرانیان آغاز کردند و برای حفظ موقعیت خود در یونان پیشنهاد دادند که تمام شهرهای آناتولی را به آنها بازپس دهند. آتنیان نمایندگانی (از جمله کنون) را فرستادند تا این را غیرقابل قبول اعلام کنند، که تیروز به این دلیل که معنی خواسته آنان این بود که هنوز امیدوار بودند امپراتوری خود را بازیابند و با خشمگین شدن از این وضعیت، آنها رادر حالی که کونون در میان آنها بود، به زندان انداخت. نویسندگان باستان گزارش‌های متناقضی از پایان او ارائه می‌دهند: برخی ادعا می‌کنند که او به داخل آسیا فرستاده شد و به قتل رسید. گزارش‌های دیگر، احتمالاً به احتمال زیاد، نشان می‌دهند که او در قبرس بازنشسته شد و در آنجا پسرش تیموتئوس بعدها یک ژنرال برجسته دیگر شد.

## برای مطالعهٔ بیشتر
- Strauss, Barry S. (1984). "Thrasybulus and Conon: A Rivalry in Athens in the 390s B.C." American Journal of Philology. The American Journal of Philology, Vol. 105, No. 1. 105 (1): 37–48. doi:10.2307/294624. JSTOR 294624.
- Duane A. March, "Konon and the Great King's Fleet," Historia (Franz Steiner Verlag) vol. 46, no. 3 (1997), 257–269.
- Asmonti, Luca 2015, Conon the Athenian: Warfare and Politics in the Aegean, 414-386 B.C.. Historia: Franz Steiner Verlag.